# Діброва (ландшафтний заказник)
Дібро́ва — ландшафтний заказник місцевого значення в Україні. Об'єкт природно-заповідного фонду Сумської області. 
Розташований у межах Шосткинського району, на трьох окремих ділянках між селами Івот і Каліївка. 
Площа 766,7 га. Статус надано 28.12.1992 року. Перебуває у віданні Каліївської сільської ради, Івотської сільської ради, ДП «Шосткинський агролісгосп» (кв. 16, вид. 8-11, 78-18, 20-26), кв. 31 (вид. 4-28), ТОВ «Авангард-98». 
Статус надано для збереження та відтворення комплексу водно-болотної, лучної та лісової рослинності. У заказнику зростають рідкісні рослини, занесені до Червоної книги України: любка дволиста, любка зеленоквіткова, зозульки м'ясочервоні, обласного червоного списку верба мирзинолиста, котячі лапки дводомні, образки болотні, плаун булавовидний. 
Фауна заказника представлена видами, занесенеми до Червоної книги України: лелека чорний, журавель сірий, дрофа, горностай, змієїд, обласного Червоного списку (сова болотяна, крутиголовка, дятел сирійський та білоспинний, бугай, бугайчик, лунь лучний, боривітер звичайний, курочка водяна та ін).